# Antilope
Antilope és un gènere d'antilopinis que només conté una espècie vivent, l'antílop negre (A. cervicapra). Tanmateix, el gènere no és monofilètic, ja que conté una espècie extinta que visqué durant el Pliocè, A. subtorta. S'han trobat restes d'una espècie no identificada en estrats del Miocè mitjà.